# 孫悟天
孫 悟天（そん ごてん）は、鳥山明の漫画『ドラゴンボール』およびそれを原作とするアニメ『ドラゴンボールZ』『ドラゴンボールGT』『ドラゴンボール改』『ドラゴンボール超』に登場する架空のキャラクター。
アニメでの声優は野沢雅子。
原作では其之四百二十四「ビーデル緊急出動!!」、アニメでは『ドラゴンボールZ』第201話「愛と正義のグレートサイヤマン参上」、『ドラゴンボール改』第99話「あれから7年! 今日から悟飯は高校生」でそれぞれ初登場。

## 概要
身長123cm（幼少期）、体重26kg（幼少期）。誕生年エイジ767。趣味は対戦ごっこ、虫取り。好きな食べ物はポッキー、イチゴ大福。好きな乗り物は自転車。
孫悟空とチチの次男であり、孫悟飯の弟。サイヤ人と地球人とのハーフ。悟空がセルとの戦いで死ぬ直前に残していった子供。少年時代の容姿は父親の悟空に瓜二つ。青年になってからは悟空との見分けがつかないため、無理やり髪型を変えている。公式ガイドブックでは、生まれつき尻尾を持たないと解説されている場合と、生まれてすぐに切られたと解説されている場合がある。一人称は少年時代が「ボク」、青年期以降は「オレ」と「ボク」を使い分けている。
物心ついた頃にはチチから組み手などの武術の基礎を仕込まれ、「怒り」のきっかけも皆無のまま、超サイヤ人に覚醒している。一方で舞空術を習得していなかったため、悟飯からは「順序がでたらめ」と突っ込まれたが、兄に直々教わったことで飛行できるようになった。7歳まで父親を知らずに育ったお兄ちゃん子で、悟飯を非常に慕っている。悟空がいる時も、悟飯の方にくっついている時が多い。
ベジータの息子であるトランクスとは大の仲良しコンビで、普段は対決ごっこなどをして遊んでいる。
悟飯の子供時代と比べると性格は無邪気で無鉄砲で甘えん坊。また、好奇心が強い。フュージョンの特訓や、ゴテンクス状態では、悟飯を指導していた頃はクールな師匠だったピッコロをトランクスと2人で振り回した。声を担当した野沢によると「悟空と悟天はやや似ているけれど、悟天は親がいるので演じる時にはその違いを出している」とのこと。
道着は悟空と同じようなデザイン・色だが、長袖 で、インナーと帯の結び目と靴が異なっている。アニメだと色合いも異なる。
第25回天下一武道会では、少年の部決勝戦でトランクスと対戦。ほぼ互角の闘いをするが、最後は場外負けを喫した。その後、トランクスと共にマイティマスクに変装して大人の部に出場し、バトルロイヤルで18号と戦うが途中で正体を見破られて逃走する。魔人ブウとの戦いでは、フュージョンを会得してトランクスとの合体戦士・ゴテンクスとなって、悟飯や悟空らに先んじて決戦を挑み、活躍した。
悟天が誕生した時には父・悟空はすでに他界しており、悟空が生き返った時は作品の終盤であるため原作では一緒に暮らすシーンがなく、悟天が悟空に抱っこされるのは2回のみと、親子として一緒にいる場面は少ない。アニメ『ドラゴンボールZ』では天下一武道会会場で出場前に2人でいたり、トランクスとの試合では悟空が応援したり（原作では観戦のみ）と親子の交流場面があり、一緒にドラム缶風呂に入りお互い裸の状態で超サイヤ人になる平和なシーンがあった。また、原作では悟空が悟天のことを「あいつ」と言う場面でも、アニメでは名前で呼んでいる。
魔人ブウ事件から10年後の時代では悟空に鍛えられているが、デートを優先するあまり、個人での修業はサボりがち。
名前には悟空よりもさらにスケールの大きな天を悟るという意味が込められている。

## 年表
- エイジ767 - 誕生。
- エイジ774（7歳） - 特に理由もないまま、超サイヤ人に覚醒。
- 第25回天下一武道会に出場し、少年の部で準優勝。トランクスと共にマイティマスクに扮して、大人の部にも出場。バトルロイヤル決勝戦で18号の攻撃で正体が公になったため、2人1役を演じていたというルール違反により反則負けとなり、トランクスと共に逃げ出す。
- ビーデルから魔人ブウの話を聞かされて、トランクスと共に戦いの場に向かう。トランクスがブウに攻撃を仕掛けた後、ブウの腹肉に拘束されていたベジータを救出するが、自爆を決意したベジータの手で気絶させられた後、避難させられる。
- トランクスとのフュージョンでゴテンクスとなり、ブウと戦うが、吸収されてしまう。悟空とベジータに救出されるも、地球消滅と共に死亡するが、新ナメック星のドラゴンボールで生き返る。
- エイジ776（9歳） - ミスター・サタンのホテル落成記念式典に参加。クリリンから「でかくなったなぁ」と言われた。また、トランクスとフュージョンして地球に襲来した合体アカに対抗した。
- エイジ784（17歳） - 第28回天下一武道会に出場[注 6]。本戦では第4試合でブウと対戦することになるが、修業をサボりがちだったことから嘆いていた。アニメ版ではトランクスへの雪辱に燃える一面も見せたが、悟空がウーブと共に旅立った後、経緯は不明だが武舞台でパンと対戦し敗退している。

## 孫悟天の技
かめはめ波 / かめかめ波
元々は亀仙人が開発した技。トランクスに使用するが「かめかめ波」と言い間違えていた（劇場版や『GT』以降は正しく言えている。ゲームでは技名自体が「かめかめ波」になっている場合もある）。初使用時、気のコントロールが不完全だったため武道寺本殿の屋根を少し破壊してしまう。
舞空術（ぶくうじゅつ）
全身の気を放出することによって空中を飛行する技。当初は使用できなかったが、悟飯の指導ですぐに飛べるようになった。元は鶴仙流独自の技。
悟天アタック / 突撃
空中から加速をかけての突撃。横に避けられた際も地面に手を付きその反動でさらに追撃する。

### 変身
超サイヤ人
チチから組み手などの武術の基礎を仕込まれ、怒りのきっかけも皆無のままで目覚めた。

## 劇場版アニメへの登場
劇場版第13作目『ドラゴンボールZ 危険なふたり!超戦士はねむれない』で初登場。トランクス、ビーデルと共にドラゴンボール探しに出かける。道中、恐竜に苦しめられているナタデ村に立ち寄り、囮を引き受ける。その時、お供え物をつまみ食いしようとしたことをビーデルに注意されて嘘泣きし、ブロリーを呼び起こすきっかけになる。トランクスと2人で戦うが、ブロリーには全く歯が立たなかった。最後は悟空、悟飯、悟天の親子三大かめはめ波によりブロリーを消滅させる。
劇場版第14作目『ドラゴンボールZ 超戦士撃破!!勝つのはオレだ』では、初めて作品の主人公をトランクスと共に務める。メイクイーン城内にあるバイオ工場の研究施設（研究室）にてバイオ戦士たちや暴走するバイオブロリーと闘う。その際、巻き込まれた人々の救助を優先し、戦線を離れることがあった。最後はトランクスの機転と、バイオブロリーの細胞も取り込んで大量に増殖した培養液が島中に流出した際、培養液の弱点が海水であることに気付いた悟天、トランクス、クリリンとの3人でのかめはめ波によって海中から培養液と一体化して身体が巨大化したバイオブロリーを倒した。
劇場版第15作目『ドラゴンボールZ 復活のフュージョン!!悟空とベジータ』では、トランクスと共に復活した独裁者軍団と戦う。
劇場版第16作目『ドラゴンボールZ 龍拳爆発!!悟空がやらねば誰がやる』では、悟空や悟飯と共に復活した幻魔人ヒルデガーンと戦闘。トランクスと共に超サイヤ人3ゴテンクスに変身し、連続死ね死ねミサイルを放つが、完全体への脱皮を手伝った形になる。その後、完全体へと進化したヒルデガーンの一撃で分離に追い込まれる。
劇場版第18作目『ドラゴンボールZ 神と神』では、超ゴテンクスとなり破壊神ビルスに挑むが、お尻を叩かれ敗北。少年時代の悟空とそっくりな風貌から、ピラフ一味は悟空本人と勘違いしている。

## ドラゴンボール超
魔人ブウとの闘いが終わり、数年後に悟飯とビーデルが結婚した頃には学校に通っている。「悪いヤツがいなくなったなら子供が戦う必要はない」というチチの方針もあり、修行よりも勉強に勤しむことが多い。畑仕事をしている悟空に頼まれて代わりにトラクターを運転することもある。
破壊神ビルス編では、ブルマの誕生パーティに参加し水鉄砲で遊んでいたが、ベジータがビルスに献上したタコ焼きピラミッド盛りの1つに誤射して怒りを買う。ゴテンクスとなってビルスに挑むも、軽くあしらわれた。
フリーザ復活編では、原作となる劇場版には登場しなかったが本作では参戦する。ゴテンクスとなってフリーザ配下のタゴマに頭突きを食らわせるも、変身が解け戦線から下がって観戦していた。トランクスと共にジャコとも対面している。後に駆け付けた悟空からトランクスと共にデンデのいる神殿へ行くよう指示される。
破壊神シャンパ編では、トランクスと共に第7宇宙選抜に選んでほしいと父親2人に詰め寄るも、試合のルール上フュージョンが使えないこともあり却下された。
“未来”トランクス編と宇宙サバイバル編の間のヒットのエピソードでは、悟空を尾行する際に悟飯の案で変装することになるが、魔人ブウ編の頃と違ってグレートサイヤマンのスーツを嫌がり、サングラスだけを着用した。
宇宙サバイバル編では、悟空がビルスへの土産として豆大福を買う際に箱入りを勧めるなど礼儀正しい一面を見せている。力の大会のことは悟空には知らされておらず、「真っすぐすぎ、ただの力勝負ではない力の大会には経験が少なすぎる」という理由で出場は悟空に却下されており（漫画版『ドラゴンボール超』では「悟天とトランクスはどうかな？」という悟空の提案を、「ガキを巻き込むな！」とベジータが却下）、大会が開かれている間はトランクスと一緒に人造人間17号の代わりに密猟者から南の島の動物たちを守る役目を任される。
劇場版第20作『ドラゴンボール超 ブロリー』では、カプセルコーポレーションでトランクスやピラフ一味と一緒にいた。
劇場版第21作『ドラゴンボール超 スーパーヒーロー』ではトランクスと共に頭身が大きく上がった姿に成長して登場。髪型も変わっている。新生レッドリボン軍との戦いの助っ人として呼ばれ、セルマックスが現れるとゴテンクスへのフュージョンを試みるも、久しぶりだった為に最後のポーズで指が僅かにずれてしまい、失敗して肥満体になってしまった。
漫画版のスーパーヒーロー編では、『スーパーヒーロー』本編の前日譚エピソードにてトランクスと共に主人公を務める。ハイスクールに通う傍ら、謎のヒーロー「サイヤマンX2」に扮し、かつての兄のように街の平和を守っている。遠方のパオズ山から通っていることを誤魔化すため、通学の際は学校の一区画前まで筋斗雲で行き、そこからスクールバスを使っている（友人には「通学以外で会わない」と怪しまれている）。一学年上のトランクスと仲が良いということで、彼に想いを寄せる女子生徒から口利きを頼まれることもあった。

## ドラゴンボールGT
原作や『Z』までと異なり、サブキャラクター扱いで登場している。
第2話初登場。髪型は魔人ブウ編終盤からさらに変わり、全体的に逆立ったものとなった。そのため悟空にソックリと言われた外見上の面影はほとんど見られない。基本的には真面目な兄との性格の違いが明確な描写が多い。父のように修行に励んでいるわけでもなければ、兄のように職に就いてたり、学校に通って勉学に励んでいる様子もなくフラフラ遊んでいる様子。一人称も「オレ」に変化しているが、「ボク」と言っているときもある。また、トランクスのことは呼び捨てにするようになった。幼い頃はトランクスに引っ張られていたのに対して、2人の立場は対等になっている。
父が子供になってしまった（同時に地球破滅の危機でもある）ことを聞いてもデートを優先したり、最終話で悟空が行き先も告げず去ったのを見ても「どうせいつもの調子ですぐ帰って来る」と、母の作るご馳走に意識が向くなど。幼少時の悟空そっくりと言われた頃の純真無垢な面は皆無で、軟派な性格が前面に出されている。しかし、ベビー編では「父さんがお前なんかに負けるわけない」といった父を信頼した発言もある。また、ベジータがヒゲを剃ったことをアピールしていることに気づかないなど、鈍感な部分もある。
パンいわく付き合ってはすぐに振られているらしく、軽い性格になっている。世間知らずの令嬢パレスと交際してソフトクリームやハンバーガーの食べ方を教えるシーンがあった。
デートなどでうつつを抜かし腕がなまったと見かねたベジータの提案で修行を兼ねて悟空の旅に同行されそうになったが、パンが密航し宇宙船を勝手に発射させたために地球に残留する。その9ヶ月後、パレスとのデート中にベビーに寄生されたロンゲたちに襲われて倒すも、ベビーが現れて体を乗っ取られてしまう。戦闘面ではトランクス同様修行不足が目立ち、やられることが多い。後半で一度だけトランクスとフュージョンを試みたが、あまりにも次元の違う戦いに悟空から「無駄」と止められる。その後もサポートとして回るようになった。
最終話で一星龍戦の後、神龍と共に旅立つ悟空の姿を見届け、チチを連れて帰宅したのを最後に出番は終了した。
『ドラゴンボールヒーローズ』では並行世界の彼に当たる孫悟天：ゼノが登場しており、この作品でもお調子者で目立ちがり屋な性格な部分は変わらない。トランクス：ゼノとの会話や関係などほとんど語られなかったが『ドラゴンボールヒーローズ アルティメットミッションX』で初めて会話があり、自分がいる歴史のトランクスと差別化するために彼を「トランクス君」と呼び、トランクス：ゼノからも「悟天さん」と呼ばれている。一人称は基本的に「俺」だがストーリーモードでは「僕」と呼んでいた。

## ドラゴンボールオンライン
原作者の鳥山明が全面監修を行うも、日本ではサービス展開されなかった日韓共同製作・開発のオンラインMMORPG『ドラゴンボールオンライン』における設定。遥か未来の物語のため悟天自身は故人だが、歴史年表にその名が登場する。以下に特筆すべき部分のみを挙げる。
- エイジ805 - トランクスと共に「気功剣術」の修行を開始。孫悟飯の自身らの戦闘技術の研究をまとめた著書『気功科学』の中に記された項目「カッチン鋼は斬れる！」の記述に影響を受け、一部の武道家らが剣術に興味をもっていることを知った孫悟天とトランクスは「剣術いいねー」「どうせならカッコいい流派を自分たちで作っちゃおうぜ」と一念発起。激しい修行で本来の潜在能力を開花させ「気功剣術」の流派を開いた。

## 家系図
| バーダック | バーダック | バーダック | バーダック | バーダック | バーダック |            |            | ギネ       | ギネ       | ギネ | ギネ | ギネ | ギネ |  |  | 孫悟飯 （育ての親）   | 孫悟飯 （育ての親）   | 孫悟飯 （育ての親）   | 孫悟飯 （育ての親）   | 孫悟飯 （育ての親）   | 孫悟飯 （育ての親）   |  |  | 牛魔王 | 牛魔王 | 牛魔王 | 牛魔王 | 牛魔王 | 牛魔王 |  |  | ミスター・サタン | ミスター・サタン | ミスター・サタン | ミスター・サタン | ミスター・サタン | ミスター・サタン |          |          | ミゲル   | ミゲル   | ミゲル | ミゲル | ミゲル | ミゲル |  |  |  |  |
| バーダック | バーダック | バーダック | バーダック | バーダック | バーダック |            |            | ギネ       | ギネ       | ギネ | ギネ | ギネ | ギネ |  |  | 孫悟飯 （育ての親）   | 孫悟飯 （育ての親）   | 孫悟飯 （育ての親）   | 孫悟飯 （育ての親）   | 孫悟飯 （育ての親）   | 孫悟飯 （育ての親）   |  |  | 牛魔王 | 牛魔王 | 牛魔王 | 牛魔王 | 牛魔王 | 牛魔王 |  |  | ミスター・サタン | ミスター・サタン | ミスター・サタン | ミスター・サタン | ミスター・サタン | ミスター・サタン |          |          | ミゲル   | ミゲル   | ミゲル | ミゲル | ミゲル | ミゲル |  |  |  |  |
|            |            |            |            |            |            |            |            |            |            |      |      |      |      |  |  |                       |                       |                       |                       |                       |                       |  |  |        |        |        |        |        |        |  |  |                  |                  |                  |                  |                  |                  |          |          |          |          |        |        |        |        |  |  |  |  |
|            |            |            |            |            |            |            |            |            |            |      |      |      |      |  |  |                       |                       |                       |                       |                       |                       |  |  |        |        |        |        |        |        |  |  |                  |                  |                  |                  |                  |                  |          |          |          |          |        |        |        |        |  |  |  |  |
|            |            |            |            | ラディッツ | ラディッツ | ラディッツ | ラディッツ | ラディッツ | ラディッツ |      |      |      |      |  |  | 孫悟空 （カカロット） | 孫悟空 （カカロット） | 孫悟空 （カカロット） | 孫悟空 （カカロット） | 孫悟空 （カカロット） | 孫悟空 （カカロット） |  |  | チチ   | チチ   | チチ   | チチ   | チチ   | チチ   |  |  |                  |                  |                  |                  |                  |                  |          |          |          |          |        |        |        |        |  |  |  |  |
|            |            |            |            | ラディッツ | ラディッツ | ラディッツ | ラディッツ | ラディッツ | ラディッツ |      |      |      |      |  |  | 孫悟空 （カカロット） | 孫悟空 （カカロット） | 孫悟空 （カカロット） | 孫悟空 （カカロット） | 孫悟空 （カカロット） | 孫悟空 （カカロット） |  |  | チチ   | チチ   | チチ   | チチ   | チチ   | チチ   |  |  |                  |                  |                  |                  |                  |                  |          |          |          |          |        |        |        |        |  |  |  |  |
|            |            |            |            |            |            |            |            |            |            |      |      |      |      |  |  |                       |                       |                       |                       |                       |                       |  |  |        |        |        |        |        |        |  |  |                  |                  |                  |                  |                  |                  |          |          |          |          |        |        |        |        |  |  |  |  |
|            |            |            |            |            |            |            |            |            |            |      |      |      |      |  |  | 孫悟飯                | 孫悟飯                | 孫悟飯                | 孫悟飯                | 孫悟飯                | 孫悟飯                |  |  | 孫悟天 | 孫悟天 | 孫悟天 | 孫悟天 | 孫悟天 | 孫悟天 |  |  |                  |                  |                  |                  | ビーデル         | ビーデル         | ビーデル | ビーデル | ビーデル | ビーデル |        |        |        |        |  |  |  |  |
|            |            |            |            |            |            |            |            |            |            |      |      |      |      |  |  | 孫悟飯                | 孫悟飯                | 孫悟飯                | 孫悟飯                | 孫悟飯                | 孫悟飯                |  |  | 孫悟天 | 孫悟天 | 孫悟天 | 孫悟天 | 孫悟天 | 孫悟天 |  |  |                  |                  |                  |                  | ビーデル         | ビーデル         | ビーデル | ビーデル | ビーデル | ビーデル |        |        |        |        |  |  |  |  |
|            |            |            |            |            |            |            |            |            |            |      |      |      |      |  |  |                       |                       |                       |                       |                       |                       |  |  |        |        |        |        |        |        |  |  |                  |                  |                  |                  |                  |                  |          |          |          |          |        |        |        |        |  |  |  |  |
|            |            |            |            |            |            |            |            |            |            |      |      |      |      |  |  |                       |                       |                       |                       |                       |                       |  |  |        |        |        |        |        |        |  |  |                  |                  |                  |                  |                  |                  |          |          |          |          |        |        |        |        |  |  |  |  |
|            |            |            |            |            |            |            |            |            |            |      |      |      |      |  |  |                       |                       |                       |                       | パン                  |                       |  |  |        |        |        |        |        |        |  |  |                  |                  |                  |                  |                  |                  |          |          |          |          |        |        |        |        |  |  |  |  |
|            |            |            |            |            |            |            |            |            |            |      |      |      |      |  |  |                       |                       |                       |                       |                       |                       |  |  |        |        |        |        |        |        |  |  |                  |                  |                  |                  |                  |                  |          |          |          |          |        |        |        |        |  |  |  |  |
|            |            |            |            |            |            |            |            |            |            |      |      |      |      |  |  |                       |                       |                       |                       | 3代不明               |                       |  |  |        |        |        |        |        |        |  |  |                  |                  |                  |                  |                  |                  |          |          |          |          |        |        |        |        |  |  |  |  |
|            |            |            |            |            |            |            |            |            |            |      |      |      |      |  |  |                       |                       |                       |                       |                       |                       |  |  |        |        |        |        |        |        |  |  |                  |                  |                  |                  |                  |                  |          |          |          |          |        |        |        |        |  |  |  |  |
|            |            |            |            |            |            |            |            |            |            |      |      |      |      |  |  |                       |                       |                       |                       | 孫悟空Jr.             |                       |  |  |        |        |        |        |        |        |  |  |                  |                  |                  |                  |                  |                  |          |          |          |          |        |        |        |        |  |  |  |  |

## テーマソング
小さな戦士〜悟天とトランクスのテーマ〜
歌 - 大矢晋 / 作詞 - 森雪之丞 / 作曲 - 林哲司 / 編曲 - 戸塚修

## ゲームでの登場
ゲームでの初登場は『ドラゴンボールZ 超武闘伝3』。以後『ドラゴンボールZ Ultimate Battle 22』などの作品に登場する。

## 補足
鳥山明原作のギャグ漫画『ネコマジンZ』に1コマだけゲスト出演しており、パンら家族や、悟空と同じ亀仙流の道着を着たウーブと共に成長した姿で登場している。『ネコマジンZ』はムック『ドラゴンボール超全集4』にてパラレルワールドと紹介されており、ゲスト出演した悟天は超全集で「見た目はGTの頃？」、「連載終了〜『GT』の間辺り？」、「時代検証が困難」と記載されている。
演じた野沢雅子は悟天の演技に対し「悟天は悟空とは違った野性味があるけど、ママがいるから基本的に違うんです」と述べている。また役に対しては事前に知らされており、他の声優が「悟天役を狙おうと思います」と発言した際は、慌てて却下したという。